# 동화마을안길
동화마을안길(Donghwamaeulan-gil)은 인천광역시 중구 송월동3가에 있는 도로로, 총 연장은 272m이다. 이름이 유래된 것은 동화마을 벽화거리 확장과 특화 거리인 동화마을길 안쪽에 위치한 도로임을 반영하여 도로명이 변경되었기 때문이다.

## 역사
- 2015년 10월 7일 : 도로명으로 동화마을안길을 고시

## 지리

### 주요 경유지
- 중구
  - 송월동3가

### 접촉하는 도로
- 자유공원로

### 주요 건물 및 시설
- 영진빌라 나동 (동화마을안길 11/송월동3가 10-3)
- 영진빌라 다동 (동화마을안길 13/송월동3가 10-14)
- 성호빌라 (동화마을안길 19/송월동3가 3-193)
- 보광아트빌 (동화마을안길 34/송월동3가 3-66)

## 같이 보기
- 동화마을길